# Twilight – Biss zum Morgengrauen
Twilight – Biss zum Morgengrauen (Originaltitel: Twilight) ist ein US-amerikanischer Vampir-Film der Regisseurin Catherine Hardwicke in Zusammenarbeit mit der US-Filmgesellschaft Coryworle. Er basiert auf dem Roman Bis(s) zum Morgengrauen von Stephenie Meyer und lief in Deutschland am 15. Januar 2009 in den Kinos an. Die Premiere war in Los Angeles am 17. November 2008. Am Startwochenende konnte der Film in 3419 Kinos insgesamt 70,6 Millionen US-Dollar einspielen.

## Handlung
Die 17-jährige Isabella Swan – genannt Bella – zieht vom sonnigen Phoenix in Arizona zu ihrem Vater Charlie ins verregnete Forks an der Küste von Washington, damit ihre Mutter Renée mehr Zeit für sich und ihren neuen Ehemann Phil, einen Baseballspieler, hat. In Forks findet Bella schnell neue Freunde und – sehr zu ihrer Verlegenheit – auch einige Jungen, die schon bald um ihre Aufmerksamkeit wetteifern.
Bella wird Edward Cullen als Banknachbar zugewiesen. Doch dieser will offensichtlich nichts mit ihr zu tun haben. Er und seine Adoptivgeschwister Alice, Emmett, Jasper und Rosalie bleiben stets unter sich, und meiden jeden unnötigen Kontakt zu ihren Mitschülern. Bei einem späteren Zusammentreffen gibt Edward sich urplötzlich freundlich und versucht, Bella in ein Gespräch zu verwickeln, um sich dann eben so überraschend abzuwenden, und ohne ein weiteres Wort stehen zu lassen. Bei einem Autounfall auf dem Schulparkplatz wird Bella nur durch Edwards erstaunlich schnelle Reaktionsfähigkeit und Kraft gerettet. Stutzig geworden, fordert sie eine Erklärung von ihm. Er gibt ihr jedoch nur ausweichende, oder offensichtlich falsche Antworten auf ihre Fragen. Schließlich warnt Edward Bella ausdrücklich, sie solle besser nicht seine Nähe zu suchen, und überlässt es ihr, selbst die richtigen Antworten auf ihre Fragen zu finden.
Bei einem Strandausflug nach La Push, welches im nahegelegenen Quileute-Reservat liegt, an dem fast alle Schüler, nicht aber die Cullen-Geschwister teilnehmen, macht einer der einheimischen Jungs eine abfällige Bemerkung über die Cullens, daraufhin verwickelt Bella Jacob „Jake“ Black, den sie von früheren Besuchen bei ihrem Vater noch kennt, in ein Gespräch. Jacob erzählt ihr, dass die Quileute die Cullens für „Monster“ genauer für „kalte Wesen“ halten, denen man besser fern bleibe. Dieses Wissen gilt zudem als geheim, die Quileute dürfen darüber nicht mit anderen Menschen reden. Jacob sieht in dieser alten Legende nur eine alberne Spukgeschichte, doch Bella sieht darin den Schlüssel zu Edwards wahrer Identität und stellt weitere Recherchen über die Legenden der Quileute an. Hierzu sucht sie bei einem Ausflug nach Port Angeles, einer nahe gelegenen größeren Stadt, einen Buchladen auf. Deren Lektüre verdichtet die Anzeichen, dass mit den Cullens etwas nicht stimmt, weiter. Auf dem Rückweg trifft sie auf eine Gruppe aufdringlicher Betrunkener, die Bella bedrängen. Wie aus dem Nichts taucht Edward mit seinem Auto auf und rettet Bella aus der gefährlichen Situation. Anschließend lädt er sie zum Essen ein, isst selbst jedoch nichts. Während des Essens verlangt Bella Antworten von Edward, woraufhin er erneut ausweicht, dann aber gesteht, die Gedanken aller Anwesenden lesen zu können – unerklärlicher Weise stelle Bella aber eine Ausnahme dar. Sie ist seit jeher die erste Person, deren Gedanken vor Edward verborgen bleiben. Trotzdem oder gerade deswegen fühlt Edward sich zu ihr hingezogen.
Nachdem Bella Edward auf den Kopf zusagt, ein Vampir zu sein, aber nicht glaube, dass er böse sei, erzählt er ihr die Wahrheit:
Die ganze Cullen-Familie besteht aus Vampiren, die sich vor langer Zeit aus freien Stücken dazu entschlossen hatten, sich ausschließlich von Tierblut ernähren zu wollen, um ein unauffälliges, „menschliches“ Leben führen zu können. Scherzhaft bezeichnen die Cullens sich selbst darum als „Vegetarier“. Grundsätzlich dürstet es jeden Vampir nach menschlichem Blut, Tierblut ist immer nur ein schwacher Ersatz, der den Vampir bei Kräften hält, nie aber den Blutdurst vollkommen stillen kann. Die Quileute sind von Alters her mit den Vampiren verfeindet, mit dem Cullen-Clan aber wurde vor vielen Jahren ein Friedensvertrag geschlossen: So lange die Cullens keinen einzigen Menschen beißen, und das Reservat allzeit meiden, würden die Quileute die Cullens den Menschen gegenüber nicht als Blutsauger entlarven. Bisher wurde der Vertrag stets eingehalten – sieht man von Jacobs unbedarfter Unterhaltung mit Bella am Strand ab.
Vampire schlafen niemals, haben übernatürliche Kräfte und sind nahezu unverwundbar – auch Holzpflöcke oder Silberkugeln können ihnen nicht ernsthaft schaden. Sie meiden helles Sonnenlicht – aber nur, weil ihre Andersartigkeit dabei klar zu Tage treten würde. Darum haben die Cullen sich Forks, den regenreichsten Ort des Landes, als Wohnort ausgesucht: Hier müssen sie sich kaum verstellen. Zudem haben Vampire oft zu ihren vampirischen Kräften noch eine besondere zusätzliche individuelle „Gabe“ : Edward kann Gedanken lesen, und Alice innerhalb gewisser Grenzen zukünftige Ereignisse voraussagen, die „Gaben“ der anderen Vampire sind zunächst nicht bekannt.
Kurz darauf wird Bella in das abgelegene, aber feudale Haus der Cullens eingeladen. Während sich die meisten für Bella und Edward freuen, hält Rosalie das Risiko für zu groß: Der Vampirinstinkt verlangt nach Menschenblut, und ist nur sehr schwer zu kontrollieren bzw. zu unterdrücken. Besonders Jasper, der „jüngste Vegetarier“ unter den Cullens muss sich noch stark bemühen, seine Instinkte im Zaum zu halten, zumal Bellas Blut für Edward – und alle anderen Vampire – besonders anziehend riecht. Ein „Unfall“ würde nicht nur Bellas Tod bedeuten, sondern auch die Identität der Cullens bloß stellen, und den „Frieden“ brechen. Dies gilt es, unter allen Umständen zu vermeiden.
Edward lädt Bella ein, an einem Baseballspiel der Cullens teilzunehmen. Da die Vampire dabei auch ihre übernatürlichen Kräfte einsetzen, findet es an einer entlegenen Stelle mitten im Wald statt. Plötzlich unterbricht Alice das Spiel, da gleich drei neue Vampire ankommen würden: Dank deren ausgeprägten Geruchssinn hatten diese die anderen Vampire gewittert, und waren neugierig geworden. Sie stellen sich als Victoria, James und Laurent vor, und wollen nur eine Partie mitspielen, ehe sie weiter ziehen. An der Augenfarbe lässt sich unmittelbar ablesen, dass diese sich „gewöhnlich“ also von Menschenblut ernähren – die aktuelle Mordserie in der Gegend geht auf ihr Konto. Um nicht aufzufallen, streifen Vampire gewöhnlich als Einzelgänger oder als Duo durch die Welt, da zu viele unerwartete Todesfälle an nur einem Fleck bald auffallen würden. Schon 3er-Teams sind eher selten anzutreffen.
Nachdem James Bella als Mensch erkennt, möchte er an dem „Imbiss“, den die Cullens sich anscheinend mitgebracht hatten, teilhaben, stattdessen wird Bella aber geschützt, und offene Konfrontation bricht aus. Laurent erklärt das Treffen für beendet und befiehlt James und Victoria den Rückzug. Laurent ist beeindruckt von der „vegetarischen“ Lebensweise, dem Familienzusammenhalt, und dem schönen Haus als festem Lebenspunkt. Er verspricht, dies alles zu respektieren, und weiter zu ziehen, warnt aber ausdrücklich vor James und Victoria, welche nicht unter Laurents Kontrolle stehen, und sie beide sind sehr gefährliche Gegner, deren Jagdinstinkt gerade geweckt wurde. James „Gabe“ ist die eines Trackers: Er ist extrem gut im Aufspüren und Verfolgen einer Zielperson.
Bella flieht mit Alice und Jasper nach Phoenix, während die anderen versuchen, James auf eine falsche Fährte zu locken. Plötzlich ruft James Bella von deren Wohnung in Phoenix an: Wenn Bella allein zu ihm komme, würde er ihre Mutter, die er augenscheinlich in der Gewalt hat, unbehelligt lassen. Bella willigt ein, entschlüpft Alice und Jasper und trifft sich mit James in dem Ballettstudio, das sie in ihrer Kindheit besucht hatte. Doch auch James ist allein: Er spielte Bella am Telefon nur Amateurvideos von ihr und ihrer Mutter vor, die er im Haus gefunden hatte. Bella wird von James gebissen, sodass sich sein Gift in ihrem Blutkreislauf ausbreitet. James wird von den eintreffenden Cullens überwältigt, in Stücke gerissen und verbrannt, womit die Jagd auf Bella ein Ende findet.
Derweil nähert sich Bella der Verwandlung zum Vampir. Da Edward dies nicht zulassen will, saugt er das von James vergiftete Blut aus Bellas Körper, und kann unter größter Willensanstrengung seinen eigenen Blutdurst gerade noch rechtzeitig stoppen, ehe Bella am Blutverlust sterben würde.
Nach einem Krankenhausaufenthalt (Die Cullens inszenierten einen „Unfall“ von Bella, um ihre Verletzung samt Blutverlust zu erklären) wird Bella von Edward auf den Jahresabschlussball der Highschool ausgeführt. Vor dem Eingang treffen sie auf Jacob, der von seinem Vater, dem Stammeshäuptling der Quileute mit einer seltsamen Botschaft geschickt wurde: Bella solle sich von Edward trennen, und Edward sich von Bella fernhalten. „Man ( Die Quileute) wache über sie“.
Dahinter steckt der Friedensvertrag, den auch die Quileute durch die Beziehung zwischen Edward und Bella gefährdet sehen.
Doch Bella wünscht sich, für immer mit Edward zusammenzubleiben, und würde sich auch in einen Vampir verwandeln lassen, um zukünftige Gefahrensituationen zu verhindern. Edward hingegen lehnt dies strikt ab: Vampire, und deren Existenz sind wider die Natur. Er würde niemandem jemals dazu „verdammen“ so existieren zu müssen. Bella soll ihr menschliches Leben leben, natürlich altern, und natürlich sterben. Er verspricht an ihrer Seite zu bleiben, so lange sie lebe bzw. sie ihn bei sich haben wolle.

## Synchronisation
| Darsteller         | Rolle               | Synchronsprecher     |
| ------------------ | ------------------- | -------------------- |
| Kristen Stewart    | Bella Swan          | Annina Braunmiller   |
| Robert Pattinson   | Edward Cullen       | Johannes Raspe       |
| Billy Burke        | Charlie Swan        | Thomas Amper         |
| Peter Facinelli    | Dr. Carlisle Cullen | Philipp Moog         |
| Elizabeth Reaser   | Esme Cullen         | Elisabeth Günther    |
| Ashley Greene      | Alice Cullen        | Laura Maire          |
| Nikki Reed         | Rosalie Hale        | Angela Wiederhut     |
| Kellan Lutz        | Emmett Cullen       | Stefan Günther       |
| Jackson Rathbone   | Jasper Hale         | Benedikt Gutjan      |
| Anna Kendrick      | Jessica Stanley     | Gabrielle Pietermann |
| Christian Serratos | Angela Weber        | Jacqueline Belle     |
| Michael Welch      | Mike Newton         | Roman Wolko          |
| Justin Chon        | Eric Yorkie         | Patrick Roche        |
| Taylor Lautner     | Jacob Black         | Max Felder           |
| Rachelle Lefèvre   | Victoria            | Marion von Stengel   |
| Cam Gigandet       | James               | Benedikt Weber       |
| Edi Gathegi        | Laurent             | Sebastian Winkler    |
| Gil Birmingham     | Billy Black         | Thomas Wenke         |
| Sarah Clarke       | Renée Dwyer         | Claudia Lössl        |

## Rezeption

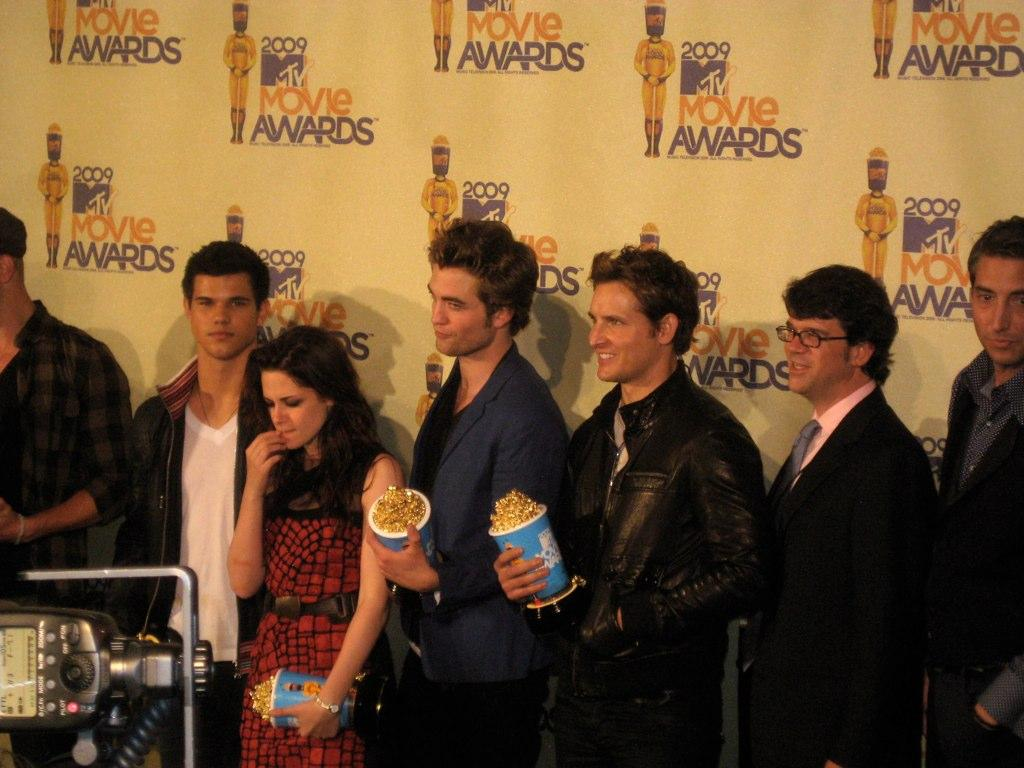
Die Twilight-Darsteller

Die amerikanischen Kritiker nahmen den Film verhalten auf: Rotten Tomatoes versammelt 223 Rezensionen, von denen 49 % positiv ausfielen, und bewertet Twilight zusammenfassend: „Having lost much of its bite transitioning to the big screen, Twilight will please its devoted fans, but do little for the uninitiated.“ (Da Twilight bei der Umsetzung als Film viel Biss verloren hat, wird der Film zwar den treuen Fans gefallen, aber er bietet wenig für noch uneingeweihte Seher.)
Dimitrios Anathanassios schreibt auf Moviemaze.de, dass ihm der Film aufgrund der schlechten Geschichte überhaupt nicht gefallen habe. „Was kommt raus, wenn Vampirmythen, Schulromanzen und Daily-Soap-Plots verbunden werden? Eine Story, der jeglicher Biss fehlt.“ Der Film sei nur für Teenager geeignet, „für den Vampirfan oder den Cineasten, der eine gute Story erwartet, wird hier aber wenig geboten“. Er gibt dem Film 2 von 10 möglichen Punkten.
Björn Helbig von Filmstarts.de ist der Meinung, der Regisseurin sei „mit viel Schmalz und Zuckerguss eine akzeptable Teenie-Vampir-Schmonzette für die H&M-Generation gelungen. Mit mehr Tempo und weniger schwülstigen Blicken wäre der Film allerdings unterhaltsamer und insgesamt besser ausgefallen“. Mit der vergebenen Wertung von 5 von 10 Sternen liegt er leicht unter dem europäischen Bewertungsdurchschnitt.
Julia Evers vergab in den OÖN vom 17. Januar 2009 drei von sechs möglichen Sternen und meinte, dass dies der Stoff sei, an dem Teenagermädchen weltweit Blut geleckt hätten. Die Liebe zwischen Bella und dem Vampir Edward strotze im Film von Metaphern der sexuellen Enthaltsamkeit. Die Regisseurin zeige einen durchgestylt-modernen Pop-Jugendfilm, in dem die Dialoge zwischen Pathos und (unfreiwilligem) Witz wechseln würden und Teile der Handlung und Sinn der Nebenfiguren würden sich oft nur denjenigen erschließen, die das Buch kennen würden.
Christina Krisch meinte hingegen in der Kronen Zeitung vom 15. Januar 2009, dass die Regisseurin eine aufwühlende Romeo-und-Julia-Romanze im Blutsaugermilieu inszeniert habe, die sich in rührend zart-keuscher Seelenverwandtschaft übe. Der Film lebe völlig von der Chemie der charismatischen Jungdarsteller.
Der Schriftsteller Stephen King stellt Twilight – Biss zum Morgengrauen aufgrund der Namensähnlichkeit den von ihm gelobten Film From Dusk Till Dawn gegenüber, gegen den ersterer ziemlich mager aussähe.

## Budget und Einnahmen
Der Film spielte in den USA ca. 192,7 Millionen US-Dollar ein, weltweit betrugen die Filmeinnahmen 392,6 Millionen US-Dollar. In Deutschland spielte der Film 23,7 Millionen, in der Schweiz knappe 3 Millionen und in Österreich etwas über 2 Millionen US-Dollar ein. Damit erreichte Deutschland das höchste Einspielergebnis außerhalb Nordamerikas, mit knappem Vorsprung vor Frankreich, wo der Film 23,5 Millionen einspielte. Das Budget für den Film lag bei geschätzten 37 Millionen US-Dollar.

## Soundtrack
Der offizielle Soundtrack erschien in den USA am 4. November 2008. Er erreichte in vielen Ländern die Top 10 und in den Vereinigten Staaten Ende November 2008 sogar Platz 1 der Billboard-Albumcharts. Stephenie Meyer war an der Zusammenstellung der Musik beteiligt, so sind auf dem Soundtrack unter anderem die Bands Muse und Linkin Park vertreten, die nach Aussage der Autorin bei ihrem Schreibprozess eine wichtige Rolle gespielt haben.
Der Titelsong Decode stammt von der Band Paramore. Das Video zum Song wurde am 3. November 2008 veröffentlicht und enthält Szenen aus dem Film.
Eine digitale Version des Soundtracks, die bei iTunes verfügbar ist, enthält drei Bonussongs: Let Me Sign von Robert Pattinson, La Traviata gespielt vom Royal Philharmonic Orchestra und Clair de Lune (APM Orchestra), die ebenfalls im Film zu hören sind.
Am 25. November 2008 wurde außerdem ein weiterer Soundtrack mit dem Titel Twilight: The Score zum Online-Download zur Verfügung gestellt, der instrumentale Musikstücke aus dem Film enthält. Auf CD ist diese Zusammenstellung am 9. Dezember 2008 erschienen.
| Nr. | Titel                                                                  | Interpret        |
| --- | ---------------------------------------------------------------------- | ---------------- |
| 1.  | Supermassive Black Hole (Twilight Soundtrack Version)                  | Muse             |
| 2.  | Decode                                                                 | Paramore         |
| 3.  | Full Moon (Twilight Soundtrack Version)                                | The Black Ghosts |
| 4.  | Leave Out All the Rest (Twilight Soundtrack Version)                   | Linkin Park      |
| 5.  | Spotlight                                                              | MuteMath         |
| 6.  | Go All The Way (Into the Twilight – Twilight Soundtrack Version)       | Perry Farrell    |
| 7.  | Tremble For My Beloved (Twilight Soundtrack Version)                   | Collective Soul  |
| 8.  | I Caught Myself (Twilight Soundtrack Version)                          | Paramore         |
| 9.  | Eyes On Fire (Twilight Soundtrack Version)                             | Blue Foundation  |
| 10. | Never Think (Twilight Soundtrack Version)                              | Rob Pattinson    |
| 11. | Flightless Bird, American Mouth (Twilight Soundtrack Version)          | Iron & Wine      |
| 12. | Bella’s Lullaby (Twilight Soundtrack Version)                          | Carter Burwell   |
| 13. | Love Is Worth The Fall (Twilight Version)                              | O.A.R.           |
| 14. | Decode (Acoustic Version)                                              | Paramore         |
| 15. | Flightless Bird, American Mouth Live (Twilight Soundtrack Version)     | Iron & Wine      |
| 16. | Spotlight (Son Lux Remix)                                              | MuteMath         |
| 17. | Full Moon (Appleblim & Komonazmuk Remix – Twilight Soundtrack Version) | The Black Ghosts |

## Fortsetzungen und Parodien
Am 22. November 2008 bestätigte Summit Entertainment die Verfilmung des zweiten Buches der Serie, Bis(s) zur Mittagsstunde. Mit der Arbeit am Drehbuch für den Nachfolger von Twilight hatte die Drehbuchautorin Melissa Rosenberg bereits vor dem Filmstart begonnen, Regisseur ist Chris Weitz. Der Film sollte in Deutschland unter dem Titel New Moon – Biss zur Mittagsstunde ursprünglich im Januar 2010 in die Kinos kommen, lief aber bereits am 26. November 2009 an. Auch der dritte (Eclipse – Bis(s) zum Abendrot) und vierte Band (Breaking Dawn – Bis(s) zum Ende der Nacht) wurden bis 2012 verfilmt und die Serie damit vervollständigt.
Mit Beilight – Bis(s) zum Abendbrot erschien 2010 zudem eine Filmparodie auf Twilight.

## Auszeichnungen
Bei den MTV Movie Awards 2009 gewann der Film fünf Preise, nachdem er in sieben Kategorien nominiert war, darunter den Preis für den besten Film, die beste Hauptdarstellerin und den besten Kuss. Bei den Teen Choice Awards 2009 hat er in zehn von elf Kategorien gewonnen. 2009 wurde der Film auch mit dem goldenen Bravo Otto ausgezeichnet.

## Wissenswertes
Die Autorin der Romanvorlage, Stephenie Meyer, hat in einer Restaurant-Szene, als Bella und ihr Vater Charlie zusammen essen, einen Cameo-Auftritt. Catherine Hardwicke bezeichnete diese Szene, in der die Autorin ein vegetarisches Gericht bestellt, als einen kleinen Insiderwitz. Dies beziehe sich darauf, dass die Vampire im Film sich selbst als „vegetarisch“ bezeichnen, da sie sich nicht von Menschen ernähren würden. Greg Mooradian, Produzent des Filmes, erklärte außerdem, der Cameo-Auftritt sei ein Dankeschön an die Fans, welche die Autorin sofort erkennen und sich darüber freuen würden.
Zudem hat „Spoon“ aus der MTV Show „The Pickup Artist“ einen Cameo-Auftritt im Restaurant, als Edward meint, er könne die Gedanken der Leute im Lokal lesen und es ginge den meisten nur um Geld oder Sex. Dies bezieht sich darauf, dass Pickup Artists darauf abzielen, zum „perfekten Verführer“ zu werden.